# Cung điện Kinský (Praha)
Cung điện Kinský (tiếng Séc: Palác Kinských) là cung điện tọa lạc trên Quảng trường Phố Cổ ở khu Phố Cổ Praha, Cộng hòa Séc. Ngày nay, cung điện được sử dụng như một bảo tàng nghệ thuật để trưng bày các tác phẩm. Tên của cung điện lấy từ tên của gia đình quý tộc Kinský từng sống ở đây.

## Lịch sử
Cung điện ban đầu được xây dựng cho gia tộc Golz. Quá trình xây dựng diễn ra từ năm 1755 đến năm 1765. Chính vì lẽ đó mà công trình này được gọi là Cung điện Golz-Kinský (tiếng Séc: Palác Golz-Kinských).
Cung điện mang phong cách Rococo, do Kilian Ignaz Dientzenhofer thiết kế. Bên ngoài cung điện được sơn hồng và trắng, xung quanh đặt nhiều bức tượng cổ điển của Ignaz Franz Platzer. Năm 1768, gia tộc Kinský mua lại cung điện từ gia tộc Golz.
Cha của nhà văn Franz Kafka, Hermann Kafka là một người bán kim chỉ. Cửa hàng của ông nằm ở tầng trệt của cung điện. Franz Kafka học trung học tại cung điện từ năm 1893 đến năm 1901. Trong thời kỳ chiến tranh, cung điện là nơi đóng quân của Đệ Nhị Cộng hòa Ba Lan (1922-1934).

## Thời kỳ hiện đại
Trong giai đoạn cuối cuộc đảo chính Tiệp Khắc năm 1948, Klement Gottwald sử dụng địa điểm này để vẫy chào quần chúng từ ban công.
Kể từ năm 1949, cung điện thuộc quyền quản lý của Phòng trưng bày Quốc gia, và tòa nhà hiện được sử dụng để làm bảo tàng nghệ thuật.